# Toxomerus willistonii
Toxomerus willistonii är en tvåvingeart som först beskrevs av Lynch Arribalzaga 1892.  Toxomerus willistonii ingår i släktet Toxomerus och familjen blomflugor. Inga underarter finns listade i Catalogue of Life.